# Gaimardia
Gaimardia es un género de plantas herbáceas de la familia  Centrolepidaceae, con ocho especies descritas y de estas, solo 4 aceptadas.
Se encuentran en Nueva Guinea, Tasmania, Nueva Zelanda, S. de Chile a Islas Malvinas.

## Taxonomía
El género fue descrito por  Charles Gaudichaud-Beaupré y publicado en Annales des Sciences Naturelles (Paris) 5: 100. 1825. La especie tipo es: Gaimardia australis Gaudich.

## Especies aceptadas
A continuación se brinda un listado de las especies del género Gaimardia aceptadas hasta julio de 2011, ordenadas alfabéticamente. Para cada una se indica el nombre binomial seguido del autor, abreviado según las convenciones y usos.
- Gaimardia amblyphylla W.M.Curtis
- Gaimardia australis Gaudich.
- Gaimardia fitzgeraldi F.Muell. & Rodway
- Gaimardia setacea Hook.f.